# جيري فيشر
جيري فيشر (بالإنجليزية: Jerry Fisher)‏ هو مغني أمريكي، ولد في 1 مارس 1942.

## وصلات خارجية
- جيري فيشر على موقع ميوزك برينز (الإنجليزية)
- جيري فيشر على موقع ديسكوغز (الإنجليزية)